# Trybunał inkwizycji rzymskiej w Neapolu
Trybunał inkwizycji rzymskiej w Neapolu – sąd inkwizycyjny z siedzibą w Neapolu, należący do struktur inkwizycji rzymskiej. Działał w XVI–XVIII wieku.
Neapolitański trybunał inkwizycyjny wyróżniał się spośród innych trybunałów rzymskiej inkwizycji specyficzną strukturą oraz tytulaturą. Faktycznie tworzyły go dwa częściowo niezależne od siebie sądy, jeden kierowany przez wikariusza generalnego archidiecezji neapolitańskiej (inkwizycja arcybiskupia), a drugi przez inkwizytora tytułowanego oficjalnie jako „minister delegowany Świętego Oficjum Inkwizycji”.

## Historia
Królestwo Neapolu od XIII wieku objęte było jurysdykcją inkwizytorów z zakonu dominikańskiego. Średniowieczna inkwizycja papieska działała tam jednak bardzo nieregularnie i nie wytworzyła stałych struktur porównywalnych z tymi, jakie powstały w północnej Italii czy południowej Francji. W Kalabrii i Apulii od XIV wieku żyły wspólnoty waldensów, które nie były niepokojone przez władze kościelne.
Kiedy na początku XVI wieku Królestwo Neapolu przeszło pod władzę Hiszpanii, król Hiszpanii Ferdynand II Katolicki podjął próbę zastąpienia papieskich inkwizytorów trybunałem inkwizycji hiszpańskiej (1510). Próba ta wywołała jednak rozruchy, skutkiem czego król wycofał się z tych planów.
W pierwszej połowie XVI wieku na południu Italii popularność zyskiwały idee hiszpańskiego reformatora religijnego Juana de Valdesa (Valdesianizm). Popierali je przedstawiciele wielu szlacheckich rodów z Kapui, Cavy, Caserty, Larino i Apulii. Z uwagi na słabość dominikańskiej inkwizycji oraz niemal permanentną absencję kolejnych arcybiskupów Neapolu (którymi byli zazwyczaj rezydujący w Rzymie kardynałowie), władze kościelne nie były w stanie skutecznie przeciwdziałać temu. Na dodatek opinia publiczna w Neapolu przeciwna była wprowadzeniu inkwizycji zależnej od władzy zewnętrznej – Hiszpanii lub papieża. W 1547 na życzenie króla Karola V papież Paweł III mianował dwóch dominikanów inkwizytorami Neapolu. Reakcją neapolitańczyków była rewolta, skutkiem czego obie nominacje zostały wycofane. Szczególnie ostro protestowały wyższe warstwy społeczne.
Wydarzenia z 1547 nie spowodowały jednak, że papiestwo całkowicie zrezygnowało z objęcia Neapolu jurysdykcją inkwizycji. W 1542 papież Paweł III utworzył w Rzymie Kongregację Świętego Oficjum Inkwizycji, centralny organ, mający za zadanie koordynować działania sądów papieskiej inkwizycji, szczególnie w Italii. Jednym z kardynałów inkwizytorów generalnych był kardynał Gian Pietro Carafa, który w 1549 został arcybiskupem Neapolu. W 1553 mianował on swojego wikariusza archidiecezjalnego Scipione Rebibę „komisarzem Świętego Oficjum w Neapolu”. Tym samym wikariusz archidiecezji stał się jednocześnie inkwizytorem, choć formalnie nie nosił tego tytułu. Ta faktyczna unia obu stanowisk trwała do roku 1585, choć nie wszyscy następcy Rebiby na stanowisku wikariusza zostali formalnie mianowani komisarzami Świętego Oficjum. Począwszy od lat 60. XVI wieku, neapolitański trybunał archidiecezjalny przeprowadził wiele procesów przeciwko sympatykom reformacji i judaizantom, blisko współpracując z rzymskim Świętym Oficjum. W 1564/66 komisarzem Świętego Oficjum w Neapolu był Giulio Antonio Santori, późniejszy kardynał sekretarz Kongregacji Świętego Oficjum.
W 1585 ustanowiony został stały urząd ministra delegowanego Świętego Oficjum w Neapolu, który został oddzielony od urzędu wikariusza archidiecezji. Pierwszym ministrem delegowanym został Carlo Baldini, od 1591 arcybiskup Sorrenzo. Jego następcy byli bez wyjątku biskupami lub arcybiskupami którejś z południowowłoskich diecezji. W XVII wieku zaczęli być tytułowani jako inkwizytorzy neapolitańscy, a od lat 30. XVII wieku dysponowali własnym więzieniem mieszczącym się w konwencie dominikanów w Neapolu. Dalsza rozbudowa trybunału ministra delegowanego nastąpiła za urzędowania Camillo Piazzy (1659–1663)
W 1691 doszło do konfliktu między Stolicą Apostolską a lokalnymi władzami w Neapolu z powodu działań ministra delegowanego Giovanniego Battisty Gibertiego, który wydał nakazy aresztowania kilku osób bez zgody hiszpańskiego wicekróla. W rezultacie król Hiszpanii Karol II Habsburg nakazał wygnanie Gibertiego z Neapolu i zakazał mianowania jego następcy. Pomimo tego, trybunał arcybiskupi kontynuował działalność inkwizycyjną jeszcze ponad pół wieku. Jednak pod wpływem narastającej krytyki procedury inkwizycyjnej, król Karol VII Burbon w dniu 29 grudnia 1746 roku wydał dekret rozwiązujący neapolitański trybunał inkwizycyjny i nakazujący, by wszelkie procesy w sprawach wiary były prowadzone od tej pory przez zwykłe sądy diecezjalne zgodnie ze standardową procedurą kryminalną (tzw. via ordinaria)

## Organizacja
W ramach inkwizycji neapolitańskiej można wyróżnić tak naprawdę dwa sądy, choć ich precyzyjne rozgraniczenie organizacyjne nie jest łatwe, gdyż często zatrudniały wspólny personel. Na czele pierwszego z nich stał wikariusz archidiecezji neapolitańskiej, na czele drugiego minister delegowany Świętego Oficjum. W praktyce większą rolę odgrywał sąd arcybiskupi, natomiast podstawowym zadaniem ministra delegowanego było zapewnienie komunikacji między Świętym Oficjum a sądami diecezjalnymi w Królestwie Neapolu i koordynowanie ich działalności. Zarówno wikariusz archidiecezjalny, jak i minister delegowany, mieli prawo do samodzielnego wszczynania procesów, aczkolwiek faktyczna tego rodzaju aktywność obu sędziów ograniczała się do samej tylko archidiecezji Neapolu. Co więcej, minister delegowany nie był uprawniony do samodzielnego wydawania wyroków, lecz wszystkie sprawy musiał przedstawiać Kongregacji Świętego Oficjum w Rzymie i oczekiwać na jej decyzje.
Minister delegowany był zawsze biskupem lub arcybiskupem którejś z południowowłoskich diecezji. Dużą rolę w trybunale inkwizycyjnym odgrywał też nuncjusz apostolski w Neapolu. W latach 1656–1659 urzędy nuncjusza i ministra delegowanego były połączone unią personalną.

## Archiwum i statystyki
Archiwum trybunału inkwizycji neapolitańskiej w przeważającej mierze zachowało się do czasów współczesnych i jest przechowywane w Archivio Arcivescovile di Napoli. Na podstawie zachowanej dokumentacji odtworzono częściowe statystyki dotyczące liczby procesów. Najwcześniejszy, sporządzony w latach 70. XX wieku inwentarz archiwalny zawierał rejestr zaledwie 3038 podejrzanych sądzonych przez ten trybunał w latach 1564–1740. Inwentarz ten zawiera jednak sporo luk, gdyż  często nie wymienia wszystkich podejrzanych występujących w poszczególnych sprawach. W 2003 sporządzony został nowy inwentarz, obejmujący wprawdzie okres tylko od 1549 do 1647, ale zawierający rejestr aż 4390 podejrzanych z tego okresu. 47% z nich było sądzonych w procesach formalnych, 13% osądzono w ramach procedury skróconej, a pozostałe 40% to denuncjacje i inne zarejestrowane informacje, które nie doprowadziły do formalnego oskarżenia podejrzanego.
W końcowym okresie działalności (1721–1748) trybunał neapolitański rozpatrzył 1902 sprawy, z czego tylko 52 przybrało postać procesów formalnych.
Udokumentowanych jest co najmniej sześć egzekucji z wyroku neapolitańskiej inkwizycji. 4 marca 1564 w Neapolu spaleni zostali dwaj włoscy protestanci Gianfrancesco Alois i Giovanni Bernardino Gargano. Cztery dalsze egzekucje odbyły się za urzędowania ministra delegowanego Antonio Ricciulo (1633–1643) i dotyczyły osób skazanych za sprawowanie mszy świętej mimo braku święceń kapłańskich.

## Inkwizytorzy neapolitańscy

### Komisarze Świętego Oficjum w Neapolu
- Scipione Rebiba, wikariusz archidiecezji Neapolu i bp Motuli (1553–1555)
- Giulio Pavesi OP, wikariusz archidiecezji Neapolu, do 1558 bp Viesti, następnie abp Sorrento (1555–1562)
- Giovanni Luigi Campagna, wikariusz archidiecezji Neapolu i bp Montepeloso (1562–1564)
- Giulio Antonio Santori, wikariusz archidiecezji Neapolu (1564–1566)
- Pietro Dusina, wikariusz archidiecezji Neapolu (1571–1574)

### Ministrowie delegowani Inkwizycji w Neapolu
- Carlo Baldini, od 1591 abp Sorrento (1585–1598)
- Benedetto Mandina, bp Caserty (1598–1604)
- Deodato Gentile OP, bp Caserty, od 1610 nuncjusz w Neapolu (1604–1611)
- Stefano Vicari OP, bp Nocera de’ Pagani (1611–1621)
- Giovanni Girolamo Campanile, do 1625 bp Lacedonii, następnie bp Iserni (1621–1626)
- Giacinto Petronio OP, bp Molfetty (1626–1633)
- Antonio Ricciulo, bp Umbriatico do 1639, następnie abp Caserty do 1641, abp Cosenzy do 1643 (1633–1643)
- Felice Tamburello, bp Sory (1643–1656)
- Giulio Spinola, nuncjusz w Neapolu, od 1658 abp Laodycei (1656–1659)
- Camillo Piazza, bp Dragony (1659–1663)
- Alessandro Crescenzi CRS, bp Bitonto (1663–1670)
- Benedetto Cappelletti, apb Siponto (1670–1672)
- Domenico Cennini, bp Graviny (1672–1684)
- vacat (1684–1686)
- Giuseppe Nicola Giberti, bp Teano (1686–1690)
- Giovanni Battista Giberti, bp Cava (1690–1692, zm. 1720)
- vacat (1692–1746)